# Lychnuchus brasta
Lychnuchus brasta är en fjärilsart som beskrevs av Evans 1955. Lychnuchus brasta ingår i släktet Lychnuchus och familjen tjockhuvuden. Inga underarter finns listade i Catalogue of Life.